# David Heath
David Clay Heath, född 23 december 1942 i Oak Park, Illinois, död 11 augusti 2011 i Penfield, New York, var en amerikansk sannolikhetsteoretiker. Han är mest känd för att ha utarbetat Heath–Jarrow–Morton-modellen för att beskriva tidskurvan för framtida räntesatser.

## Biografi
David Heath föddes i Oak Park, Illinois, som son till musikern W. Curtis Heath och Margaret Wasson Heath. Han växte upp i Elkhart, Indiana där han 1960 tog studenten på Elkhart High School. Han studerade sedan på Kalamazoo College, där han 1964 utexaminerades med en bachelorsgrad. Strax efteråt under samma år gifte han sig i Elkhart med Judith Ellen Simonson, som han känt sedan barndomen. De fick tillsammans två döttrar och en son, Kelley, Michael och Susan.

## Akademisk karriär
Heath doktorerade 1969 i matematik vid University of Illinois at Urbana-Champaign. Under handledning av Frank Bardsley Knight skrev han en avhandling betitlad Probabilistic Analysis of Hyperbolic Systems of Partial Differential Equations. Efter examen anställdes han vid University of Minnesota. I slutet av 1970-talet flyttade han till Cornell University där han på 1990-talet satte upp ett nytt utbildningsprogram i teknisk finansanalys. Han avslutade sin akademiska karriär i Pittsburgh vid Carnegie Mellon University.